# 邹堂郑氏祖祠
邹堂郑氏祖祠，位于中国广东省揭阳市揭东区地都镇，为揭东区文物保护单位，类型为古建筑，公布时间为1994年8月。
邹堂郑氏祖祠的历史年代为清康熙。